# Гурбансолтан-эдже
Гурбансолта́н-эдже (иногда Гурбансолтан-едже; туркм. Gurbansoltan Eje — Гурбансолтан-мать; 1913, Кипчак, Закаспийская область — 5 или 6 октября 1948, Ашхабад) — мать первого туркменского президента Сапармурата Ниязова. Герой Туркменистана (2002, посмертно).
В период президентства Ниязова в Туркменистане Гурбансолтан-эдже считалась национальной героиней Туркменистана. В её честь был назван ряд объектов, в том числе, географических.

## Биография
О жизни Гурбансолтан-эдже известно крайне мало. Она родилась в 1913 году в семье потомственных земледельцев и скотоводов. Выйдя замуж за Атамурата Ниязова, родила ему троих сыновей: Мухамметмурата (1938—1948), Сапармурата (1940—2006) и Ниязмурата (1942—1948). После смерти Ниязова появились версии о том, что Атамурат Аннаниязов на самом деле скончался задолго до рождения Сапармурата, следовательно, он не являлся биологическим отцом двух младших сыновей Гурбансолтан-эдже. Однако, как гласит официальная версия, он погиб 24 декабря 1942 года в боях за Кавказ.
Известно, что Сапармурат Ниязов родился в селе Кипчак, в доме родителей Гурбансолтан-эдже, и это свидетельствует о том, что его мать происходила из этого селения.
Гурбансолтан-эдже и её младший и старший сыновья погибли в ночь с 5 на 6 октября 1948 года, во время Ашхабадского землетрясения.

## Восприятие в современности
Неотъемлемой частью культа личности Сапармурата Ниязова в его бытность президентом Туркменистана являлся культ семьи Ниязова: отца, матери и братьев, имена которых были увековечены в названиях улиц, населённых пунктов и т. д.
Введение в 2002 году нового календаря в Туркменистане (впоследствии отменён в 2008 году) предусматривало переименование месяца апреля в «гурбансолтан-эдже». В «Гурбансолтан-эдже» был также переименован национальный туркменский хлеб.
2003 год в Туркменистане был объявлен «годом Гурбансолтан-эдже». Кроме того, в честь неё назван дворец бракосочетания в Ашхабаде. Скульптуры Гурбансолтан-эдже установлены в родовом селении президента — Кипчаке — и в одном из центральных скверов столицы. В 2001 году Ниязов постановил, что, «по многочисленным просьбам трудящихся», вместо богини Фемиды олицетворением справедливости и правосудия в Туркменистане станет Гурбансолтан-эдже. Имя матери президента носит также Союз женщин Туркменистана. В Туркменистане дважды чеканились монеты с изображением Гурбансолтан-эдже.
В 2004 году именем Гурбансолтан-эдже были названы туркменский город Йыланлы и, соответственно, Йыланлийский этрап.
После смерти Ниязова и проведения ряда демократических реформ в Туркменистане образ Гурбансолтан-эдже, сумевший прижиться среди туркменов, тем не менее, остался прежним. В 1996 году в её честь назван орден, вручающийся женщинам за какие-либо заслуги, в 2014 году был заменён на новый орден «Zenan kalby» («Женская душа»). Также в Ашхабаде осенью 2014 года был демонтирован памятник Гурбансолтан-эдже, а несколько ранее, весной того же года — памятник Атамурату Ниязову, отцу Сапармурата Ниязова.